# Gregory Ratoff

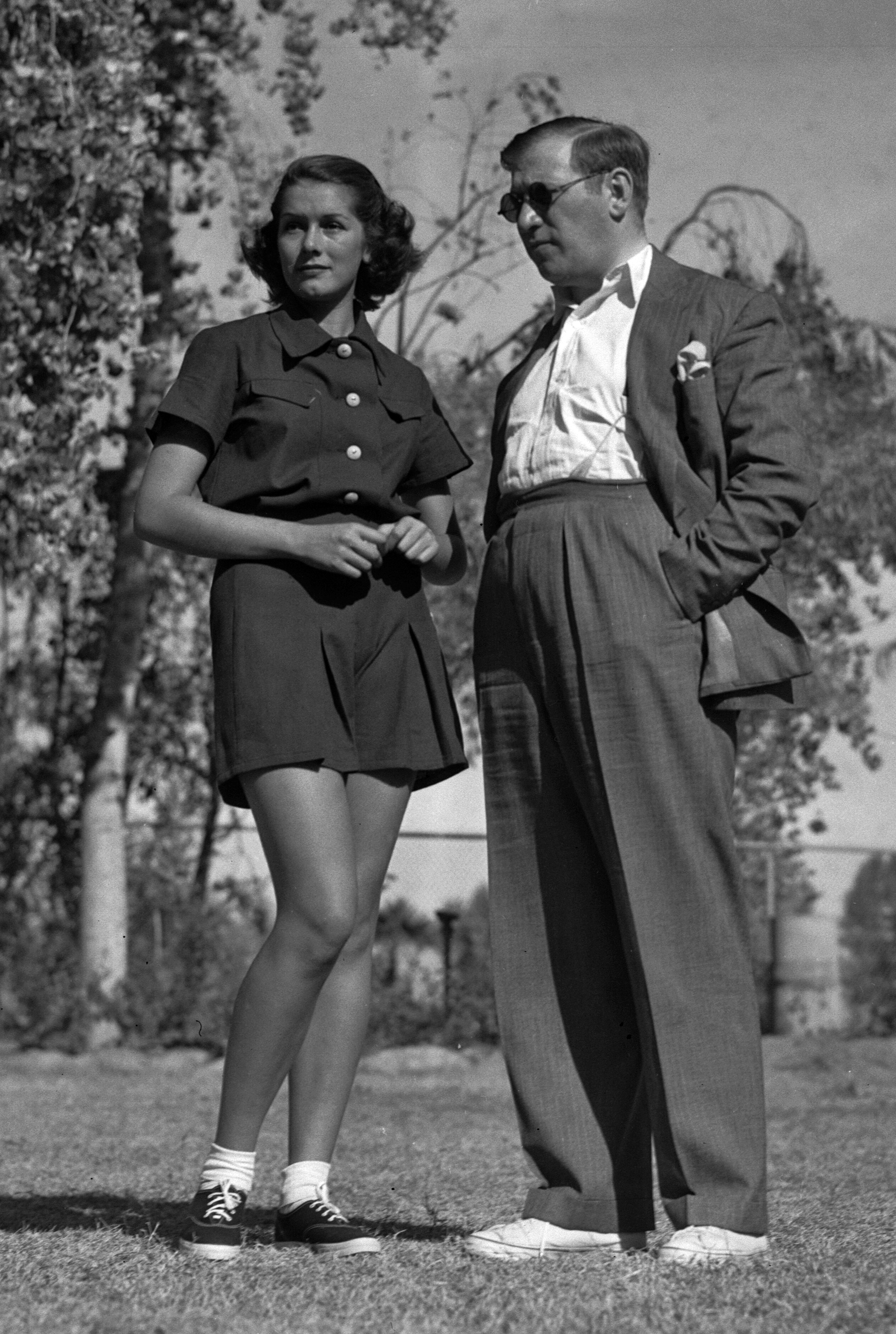
Gregory Ratoff mit dem Fotomodell Jinx Falkenburg (1935)

Gregory Ratoff (* 20. April 1897 in Sankt Petersburg, Russisches Kaiserreich; † 14. Dezember 1960 in Solothurn, Schweiz) war ein US-amerikanischer Schauspieler, Filmregisseur und Filmproduzent.

## Leben
Ratoff wurde als Sohn russischer Juden geboren und zog 1922 in die Vereinigten Staaten. Dort begann er seine Karriere als Darsteller am Broadway, war später aber auch in Nebenrollen in Hollywood-Produktionen zu sehen – aufgrund seines Akzents vor allem als Ausländer. Seine wohl bekannteste Rolle übernahm er 1950 als Theaterproduzent Max Fabian in Joseph L. Mankiewicz’ Erfolgsfilm Alles über Eva.
Nebenher konnte sich Ratoff ab Mitte der 1930er-Jahre als Regisseur und Produzent im Filmgeschäft etablieren. 1939 inszenierte er für David O. Selznick den Film Intermezzo, den ersten Film Ingrid Bergmans in Hollywood. 1944 inszenierte er den pro-sowjetischen Propagandafilm Song of Russia. Ratoff war einer der ersten Produzenten, der von Ian Fleming für 6000 US-Dollar die Rechte an James Bond erwarb, und James Bond am 21. Oktober 1954 zum ersten Mal als Fernsehfilm Casino Royale ins amerikanische Fernsehen brachte.
1923 heiratete er die Schauspielerin Eugenie Leontovich, von der er sich 1949 wieder scheiden ließ. 1960 wurde Ratoff mit einem Stern auf dem Hollywood Walk of Fame geehrt. Im selben Jahr starb er im Alter von 63 Jahren in der Schweiz.

## Filmografie (Auswahl)

### Als Darsteller
- 1921: Dubrowsky, der Räuber Ataman
- 1932: N in der Todesfalle (Under-Cover Man)
- 1932: What Price Hollywood?
- 1932: Symphony of Six Million
- 1933: Ich bin kein Engel (I’m No Angel)
- 1933: New York bei Nacht (Broadway Through a Keyhole)
- 1933: 1. Preis: Paris (Girl Without a Room)
- 1934: Skandale 1935 (George White’s Scandals)
- 1935: Was geschah gestern? (Remember Last Night?)
- 1936: Sing, Baby, Sing
- 1936: Piraten an Bord (Here Comes Trouble)
- 1936: Unter zwei Flaggen (Under Two Flags)
- 1937: Im siebenten Himmel (Seventh Heaven)
- 1936: Wir marschieren um Mitternacht! (The Road to Glory)
- 1939: Intermezzo (Intermezzo, a Love Story)
- 1950: Dämon Uran (My Daughter Joy)
- 1950: Alles über Eva (All About Eve)
- 1952: Fünf Perlen (O. Henry’s Full House)
- 1953: Wolken sind überall (The Moon Is Blue)
- 1953: Die Jungfrau auf dem Dach
- 1954: Sabrina
- 1955: Ein Königreich für eine Frau (Abdulla the Great)
- 1957: Zwischen Madrid und Paris (The Sun Also Rises)
- 1960: Noch einmal mit Gefühl (Once More, with Feeling!)
- 1960: Exodus
- 1961: Das Große Wagnis (The Big Gamble)

### Als Regisseur
- 1936: Sins of Man
- 1937: Lancer Spy
- 1939: Wife, Husband and Friend
- 1939: Rose of Washington Square
- 1939: Hotel for Women
- 1939: Intermezzo (Intermezzo: A Love Story)
- 1939: Day-Time Wife
- 1939: Barricade
- 1940: I Was an Adventuress
- 1940: Public Deb No. 1
- 1941: Adam hatte vier Söhne (Adam Had Four Sons)
- 1941: Roman einer Tänzerin (The Men in Her Life)
- 1941: Blutrache (The Corsican Brothers)
- 1942: Two Yanks in Trinidad
- 1942: Footlight Serenade
- 1943: Something to Shout About
- 1943: The Heat’s On
- 1944: Song of Russia
- 1944: Irish Eyes Are Smiling
- 1945: Where Do We Go from Here?
- 1945: Paris Underground
- 1946: Sinfonie in Swing (Do You Love Me)
- 1947: Karneval in Costa Rica (Carnival in Costa Rica)
- 1947: Moss Rose
- 1949: Frauen im gefährlichen Alter (That Dangerous Age)
- 1949: Graf Cagliostro (Black Magic)
- 1950: Dämon Uran (My Daughter Joy)
- 1953: Taxi
- 1955: Ein Königreich für eine Frau (Abdulla the Great)
- 1960: Oscar Wilde

### Als Produzent
- 1935: 18 Minutes
- 1941: Roman einer Tänzerin (The Men in Her Life)
- 1943: Something to Shout About
- 1949: Frauen im gefährlichen Alter (That Dangerous Age)
- 1949: Graf Cagliostro (Black Magic)
- 1950: Dämon Uran (My Daughter Joy)
- 1955: Ein Königreich für eine Frau (Abdulla the Great)
- 1960: Oscar Wilde